# Ebbrezza di Noè (Lotto)
La tarsia Ebbrezza di Noè fa parte delle tarsie del coro di Santa Maria Maggiore di Bergamo. È collocata sul presbiterio nella parte dedicata al coro dei religiosi, ala destra e quinto stallo. Il disegno fu realizzato nel 1524 dal pittore Lorenzo Lotto e tradotto poi nella tarsia da Giovan Francesco Capoferri.

## Storia
La congregazione della Misericordia Maggiore, che amministrava la basilica mariana, e che aveva deciso di completare il presbiterio con il coro, il 12 marzo 1524 affidò a Lorenzo Lotto la realizzazione dei disegni per le tarsie. Il disegno fu consegnato il 18 luglio 1524 con il cartone raffigurante l'Ebbrezza di Noè con quello del Sacrificio di Abramo e l'intarsio realizzato dal Capoferri nel medesimo anno con la profilatura nel 1530 da parte di Ludovico da Mantova,, realizzazione e profilatura che ha dato valore all'alta qualità del disegno.

## Descrizione

### Tarsia
La tarsia o invenzione raffigura inserito in un ambiente molto contadino nel suo quotidiano, un fatto del Vecchio Testamento, quando Noè dopo aver bevuto il vino prodotto dalla vite da lui stesso piantata, di denuda e i suoi tre figli Sem, Cam e Jafer, lo coprono con i loro mantelli, camminando a ritroso, così che nessuno potesse vedere le sue nudità, neppure loro stessi.(Genesi 9, 18-23)

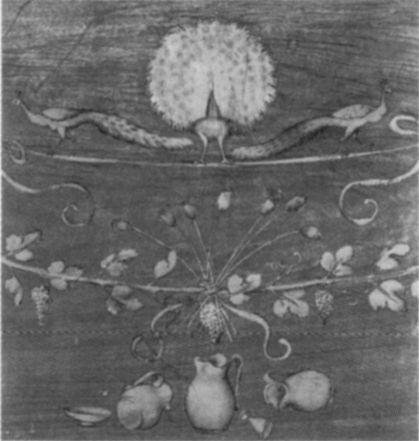
Simboli bacchici

L'invenzione è ricca di particolari. Sul lato sinistro in basso, c'è l'immagine di Noè ebro tanto da non capire che mostra le sue intimità, con il figlio Cam che trovandolo lo deride, ma il fienile in cui è posto il patriarca è talmente particolareggiato da portare l'osservatore ad andare oltre questa raffigurazione ma a lasciar correre lo sguardo su tutta la parte destra dell'opera. Cam ha un aspetto disordinato, con un solo calzare, che nel Deuteronomio indica un personaggio infame e negativo, così come voleva fosse visto l'artista.

### Coperto
L'impresa fu consegnata dall'artista il 20 agosto 1524 con altri cartoni, doveva far parte di un lotto di diciannove disegni. Il coperto raffigura nella parte inferiore alcuni vasi, di cui quelli centrali sono ritti mentre quelli laterali rovesciati. Segue un tralcio di vite con tre grappoli d'uva, sei pampini èer lato e con sette fiori di papavero e si conclude con un nastro dove vi sono tre pavoni. Lotto identifica l'ebbrezza che porta alla nudità di Noè come una liberazione da ogni vincolo liberato dalla grazia della virtù, che solo l'uomo giusto può compiere.
La realizzazione di questo disegno in concomitanza con gli affreschi presenti nella Cappella Suardi dove l'eucaristia è il fulcro iconografico: a questo si fanno riferimento i tre grappoli d'uva, uno centrale il cui succo deve cadere nella brocca posta nella parte inferiore, come la coppa del sangue divino, coppa che è «vas mentalis conscientie». I sei pampini per lato con sotto i sette fiori di papavero riprendono numeri mistici per i sacerdoti.
La raffigurazione dei tre pavoni riprende la resurrezione di Cristo, è più volte raffigurato nell'iconografia paleocristiana. La ruota del pavone aperta sopra la vite e i papaveri rappresenta l'ottava era del mondo, quella dell'uomo che si unisce all'universo con la sua resurrezione.